# Rio Branco Football Club
Pour les articles homonymes, voir Rio Branco.
Le Rio Branco Futebol Clube est un club brésilien de football basé à Rio Branco dans l'État de l'Acre.

## Palmarès
| Compétitions nationales | Compétitions régionales |
| ----------------------- | --- |
| - Néant                 | - Championnat de l'Acre (49) : - Champion : 1919, 1921, 1928, 1929, 1935, 1936, 1937, 1938, 1939, 1940, 1941, 1943, 1944, 1945, 1946, 1947, 1950, 1951, 1955, 1956, 1957, 1960, 1961, 1962, 1964, 1971, 1973, 1977, 1979, 1983, 1986, 1992, 1994, 1997, 2000, 2002, 2003, 2004, 2005, 2007, 2008, 2010, 2011, 2012, 2014, 2015, 2018, 2021 et 2023 - Vice-champion : 1920, 1942, 1948, 1949, 1952, 1954, 1958, 1959, 1962 (tournoi supplémentaire), 1965, 1974, 1975, 1978, 1988, 1989, 1995, 1996, 1998, 2001, 2006, 2009, 2013, 2016, 2017 et 2021 - Copa Norte (1) : - Vainqueur : 1997 |